# Wau (Sudan del Sud)
Wau (in arabo: واو, Wou; anche Wow o Waw) è una città del Sudan del Sud, situata sulla riva ovest del fiume Jur. È la seconda città del Paese per numero di abitanti; dal 2015 è la capitale dello stato di Wau, mentre, sino ad allora, è stata la capitale dello stato del Bahr al-Ghazal Occidentale. 

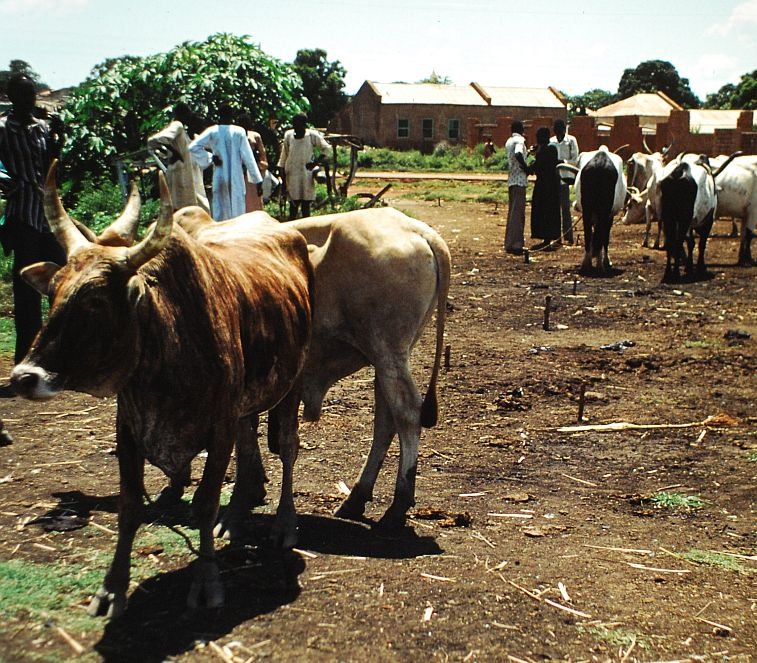
Mercato del Bestiame

## La città
Wau è un centro misto di culture, lingue e di etnie. La sua popolazione è di origine sia fertit che dinca, luo e araba.
È situata nella parte centro occidentale della regione e vi ci si trova la Bahr el Ghazal University e numerose scuole secondarie.
Una descrizione della città è data da Burr e Collins.
(Burr e Collins, Requiem for the Sudan: War, Drought and Disaster Relief on the Nile., 1994, pag. 74)

## Storia
Inizialmente era una zariba (base fortificata) dei trafficanti di schiavi del XIX secolo, poi con il governo codomino Anglo-Egiziano diventò un centro amministrativo per la zona circostante.
Durante la Seconda guerra civile in Sudan è stata una città guarnigione ed è stato sfondo di un'ampia lotta nella primavera del 1998. Nel 2007 esplosero nuovamente nuove battaglie con diverse centinaia di morti.

## Infrastrutture e trasporti
La città era collegata alla rete ferroviaria del Paese tramite una ferrovia a scartamento ridotto. Un progetto del 2008 si prefiggeva di estendere la rotaia a scartamento normale da Gulu, in Uganda, fino a Wau. Far passare i treni della linea che da Khartum vanno fino a Mombasa, attraverso la città di Waw sarebbe possibile solo se la esistente rete ferroviaria sudanese fosse ricalibrata. La rete ferroviaria non è in funzione.
L'aeroporto di Waw ha una pista di decollo lunga 1506 m.

## Geografia fisica

### Clima
Wau ha due stagioni: la stagione secca da dicembre ad aprile e la stagione delle piogge tutto il resto dell'anno.

## Società

### Evoluzione demografica
| Anno         | Popolazione |
| ------------ | ----------- |
| 1973         | 52.752      |
| 1983         | 58.008      |
| 1993         | 84.000      |
| 2009 (stima) | 136.932     |

## Sport
Nella città ha sede il Wau Salaam FC, squadra calcistica più importante del Sudan del Sud.
Nella città è nato anche il cestista sudsudanese naturalizzato australiano Thon Maker